# 石塚運昇
石塚運昇（日语：／ Ishizuka Unshō，1951年5月16日—2018年8月13日），日本男性配音員、演員、旁白、演出家。青二Production最終所屬。出身於福井縣勝山市。已婚。身高168cm。A型血。
主辦以朗讀指導為主的「石塚運昇 Reading Company」，舉行由參加者演出的朗讀劇，以自身對舞台演員、配音員的經驗做演出、演技指導。

## 生平

### 成長時期
石塚運昇在福井縣立勝山高等學校就讀期間，曾加入登山社，並在全國大賽中亮相。高中2年級在歡送會上首次在別人面前演戲，激起了演員的熱情。
在成為演員之前，石塚運昇曾經做烏龍麵和蕎麥麵的攤販生意，搬到東京後，因為考不上大學，他只好在兼職報社兼差當送貨員。和公司的咖啡店老闆成為了朋友，然後開始談創業，說「擺小吃攤是最賺錢的方式，又不用花很多錢」，然後兩人潛入一家位於東京體育館後面街巷上攤位對面很受歡迎的拉麵店，一邊請求教一些東西一邊舉起了旗幟。說「我會以30萬日圓的價格，將一輛附有車箱的速霸陸Sambar賣給你」於是對方買下了這台車，大約在21歲的時候，石塚從下午6點工作到凌晨2點或凌晨3點，經營小吃攤已經一年多，其小吃攤位置恰好在劇團四季和劇團青年座之間，半夜他心想「來了很多奇怪的人」 ，就問了一位顧客說「你在做什麼？」。客人說自己在演戲，這是石塚本身第一次看到有人演戲，說「是喔～我應該去演戲的」，勾起了他高中時代的回憶。時任劇團團長的淺利啟太也曾到石塚的攤位吃飯，當時即使被介紹給他，石塚也只是疑問一句「是喔～」，後來得知這個人是個了不起的人，只是石塚並不知道。

### 職業生涯
在戶田惠子成為劇團成員之前，他曾隸屬於劇團薔薇座（以下簡稱薔薇座）劇團。有一次，石塚在麵攤工作上聽廣播時，從TBS電台節目《Puck In Music》的電台廣告得知薔薇座正在招募成員。而且排練地點離他住的地方很近，原本覺得自己不可能做到這一點，但是當他參加應試時，他告訴自己「無論如何都試試吧」，然後就說「來吧」。這可能是演員光顧他麵攤造成這種情況的一個重要原因。他繼續經營他的麵攤，因為他必須吃飯，但該劇團從早上10點到下午6點都有排練，下午6點才開始擺攤，沒有時間準備，所以他一直工作到凌晨2點或3點，只睡了大約3個小時，早上做了一些準備，然後去訓練，但大約6個月後，他開始出現血尿，加入劇團薔薇座已經有一年多的時間。
薔薇座時期，石塚每週都會做一次關於莎士比亞的演講，當時，劇團四季的研究所所長向他介紹了小田島雄志，小田島說「有人對莎士比亞的翻譯非常有趣」。告訴石塚應該去澀谷Jean Jean的莎士比亞劇院看看，去了之後他發現非常的有趣，而且該劇院編排的方式和觀眾反應的方式與石塚本身對這部劇的看法很相似。
離開薔薇座之後，石塚在莎士比亞劇院擔任實習生，然後成為該公司的成員，但因為是3期生，一兩年後也沒有得到角色，所以他決定不退出。隨著時間的推移，他的一位前輩決定退出，他第一次被選為演片假名的角色。
那時，石塚非常的高興，因為迄今為止他總是演一名士兵、僕人和使者。雖然《愛的徒勞》中的拉丁語老師一角的劇本是用拉丁語寫的，但工作人員說「你可以做任何你想做的事」，當時，塔摩利使用他正在使用的塔摩利語言，這引起了很大的轟動。石塚用類似拉丁語的方式重複簡單的短語「我們走吧」持續了大約一分鐘，觀眾說「是喔～」，他說「換言之我們走吧」正在漫無目的地瀏覽單字列表，並且已經掌握了其中的竅門。雖然持續了大約10分鐘，但當他在搞笑的時候，心想這就是觀眾的表現方式。
創始成員佐野史郎對此表示反對，第一天石塚非常害怕全然不接受，說「如果我這樣做，他們絕對不會笑，因為觀眾不知道我是誰」而感到缺乏自信。那時石塚學到了很多東西，說喜劇必須有吸引人們注意力。即使說「這樣夠了嗎？」觀眾絕對不會笑，因此他說自己必須有一種強烈的感覺「嘿，不客氣。今天我要讓你笑」。第1天石塚他腦子裡想的就是「我好緊張，不知道自己能不能好好說話，能不能堅持到最後」，甚至上台的時候也很緊張，觀眾們很擔心，想知道「那是誰？」，結束後，對方的前輩說「反正觀眾不知道你是誰，也不會笑你，所以請他們再問你一次」，他說「哇！」，然後他想「好吧，現在我可以做到了」。此時笑聲很多，他的心裡越來越踏實，心想「我應該做得更多」，這是一種協同效應，從第三天開始，石塚開始覺得自信地說「如果我出現，一定會讓人笑。」，因此第二年他就得到了合適的角色。
在莎士比亞的37部戲劇中，大約有7部是喜劇，其餘的是歷史劇和悲劇，石塚和佐野經常說「說到悲劇，我們根本沒有角色。」。當時演悲劇的時候就像渣那樣了，新潟公演的時候，佐野和石塚都演了風的角色，雖然劇本裡沒有，但是李爾王發瘋的時候，變成了一場暴風雨，石塚和其他僕人四處走動。剛開始的時候，他想像「呼～嗚～」，並有一個暴風雨的形象。一開始，他們四個人都黏在一起說「呼～嗚～，嗚～」，但由於是半夜離開東京去新潟縣，所以他們說「累了吧。很辛苦吧～一路走來～」，邊和佐野說話，邊發出風的聲音，最後累得睡著了。之後，其他人都來了，變成了風，但他留下來，佐野告訴他「醒醒，醒醒。」。在莎士比亞劇院，他每年演出約100至120場，多年來他常年演出，每月在Jean Jean演出，也有巡迴演出，曾有一次他一天排練五次。
當時，石塚很想靠擺攤謀生，所以晚上在酒吧兼職洗碗。石塚說當店裡在演六隻老鼠排成一排進行競技遊戲時，但來自製作公司的主持人卻很糟糕，他拜託經理「請讓我來做」，報酬大約3萬日圓，所以經理願意付他5000日圓。但他沒能這麼做，因為是透過製作公司，而且是在演戲，所以可以來也可以不來。他喜歡這樣子，雖然自己不是北野武，但是後來1999年他感到後悔，他說「我希望我能進入那種世界」，比如在脫衣舞劇院擔任主持人，表演喜劇短劇。
離開劇團後，石塚在脫衣舞劇院的所在地東京都台東區淺草閒逛，想說該如何是好。10年後劇團解散，儘管曾說要退出但還是被慰留，儘管被告知不能在媒體工作，但石塚說「我沒有人可以合作」，所以自己並不介意。進入30歲後，石塚還在打工，對本身的未來感到擔憂，但當他成為劇團的一員時，來自東北新社的人來到位於港區赤他打工的酒吧。曾和石塚一起工作劇團的一位後輩，在東北新社有一位大學同學，東北新社的人也常來。有一天，石塚被星探發掘，問他「你的聲音很棒，為什麼不嘗試一下配音工作呢？」。當時石塚對廣告的世界一無所知，就問「那是什麼？」，說是經常在廣告中當旁白，但石塚無法理解，說「我也想顧飯碗啊，即使是兼職也無所謂，請讓我嘗試一次吧」。進入工作室後，石塚拿到了手稿，並讀了一遍，顯然是想從中製作一個聲音樣本，由於石塚對此一無所知，所以他念著「啪～」並說「是的，謝謝」之後，就決定拍一部滑雪廣告。
此前石塚一直在製作錄音帶，一位來自東北新社的廣告導演來到他打工的酒吧，由於石塚當時已經32或33歲，他說「一直做兼職很累，所以如果有什麼可以讓我謀生的大眾傳播工作，請告訴我」，導演問「如果你想做配音工作，你想在哪裡做？」，石塚回答「我對青二不太了解，但我聽說過它」，就被青二Production的廣告負責人介紹。廣告負責人問「世界上有這樣的世界，為什麼不製作一個錄音帶的樣本給我呢？」，但石塚不知道錄音帶的樣本是什麼，只說任何工作都可以，因此他錄製了《李爾王》中的台詞。
原本石塚是要加入青二Production的，但由於劇團裡有很多人，所以被告知現在要加入青二Production不可能。不過當時擔任東北新社廣告導演的人將他介紹給同人舎Production（以下簡稱同人舎），並說「同人社想要像你這樣的人」，他就加入了同人舎。然後透過為馬自達的馬自達Luce擔任廣告旁白，開始了他配音員的生涯。其動畫出道作品是《巨神高古》。
這一切都始於本身收到為廣告擔任旁白的請求，他的經紀人說「既然你一直在演舞台劇，為什麼不嘗試配音呢？」，石塚想說「好吧，那就來嘗試一下吧」 ，然後開始投入配音工作。石塚第一次參加配音工作時並沒有什麼角色，能做的就是讓聲音保持一致，離演戲還有一段距離。一旦能夠與自己的聲音同步，就能意識到自己正在扮演一個角色，就像在舞台上一樣。
此後，2010年1月1日，他離開隸屬多年的Aksent，加入了青二Production直到去世。
2018年8月13日，石塚因食道癌去世，享壽67歲。同年10月2日在青山葬儀所舉行告別式，山寺宏一等人出席。此外，山寺後來透露，他自2017年起就了解石塚的健康狀況。還有，在《宇宙戰艦大和號2202 愛的戰士們》中與山寺共同主演的神谷浩史在大廳裡與大塚芳忠聊天，直到石塚最後一次錄音之前（2018年2月）在電影上映時透露。戲院上映時石塚本身不知道自己的健康正在受到影響。

## 人物、逸事
其低沉的聲音很吸引人。作為一名配音員，石塚的特點是聲音低沉、陰沉，經常扮演冷靜、沉著、可靠的成年男性角色。他因在海外影集《CSI犯罪現場：邁阿密》擔任何瑞修·肯恩的日語配音而聞名，演員方面，他還擔任連恩·尼遜、凱文·史貝西和勞倫斯·費許朋。尤其是連恩·尼遜，是繼津嘉山正種之後配音最多的人，自首次演出《即刻救援》以來，一直到2017年為止，大部分作品都是由石塚負責，幾乎是他的專屬。他過去也曾負責艾倫·瑞克曼和山繆·L·傑克森。除此之外，也負責多部電影預告片和廣告的旁白。
石塚運昇作為配音員出道後，有一段時間主要從事海外電影的日語配音和旁白工作，並沒有認真地想從事動畫工作，但在演出OVA《超時空要塞Plus》後，他開始認為「動畫也很有趣」。《超時空要塞Plus》需要一個適合成年人的故事和一部「不像動畫」的戲劇，他說這是創新。石塚表示，當《超時空要塞Plus》電影版完成時，他感覺到自己認為已經消失的日本電影的才華正在動畫領域中繼承，令他印象深刻。到目前為止，當被問到「你的職業是什麼？」時，他會回答「我是一名演員」，但到1999年，他可以說「是的，我是一名配音員」。
石塚運昇在《寶可夢／神奇寶貝》擔任配音並打扮成大木博士。然後經常出現在電視節目和活動中。他去世之後，其角色陸續由其他人繼任，但《精靈寶可夢 太陽&月亮》一些寶可夢的聲音（例如馬瑪內的蟲電寶）照樣使用石塚生前時錄製的聲音（語音存檔演出），他的名字工作人員表也列在片尾字幕上。《太陽&月亮》的下一部作品《寶可夢 旅途》，照樣使用了石塚生前錄製的寶可夢聲音（小智的大王燕等），以及電視系列的最後一話（《寶可夢 旅途 目標是寶可夢大師》）也使用生前錄製的語音存檔。繼承大木博士一角的堀內賢雄也擔任了旁白，但2022年12月23日播出的特別篇《寶可夢 遙遠青空》是時隔3年左右，首次以他生前錄製的聲音經過剪輯的方式播出。
此外，2019年7月12日公開上映的《劇場版 寶可夢：超夢的逆襲 EVOLUTION》是在2018年3月左右預先錄音的，使其成為事實上的遺作。
由於家裡經營機車行，從年輕時期即開始騎乘機車，年過30歲仍然樂於其中。此外，高爾夫也是他的嗜好。家裡有一隻紅點鮭的魚拓，說是用手抓到的。

## 繼任
石塚逝世後，以下人員接替了這些角色：
| 繼任     | 角色名                    | 概要作品                             | 繼任初次擔當作品                              |
| -------- | ------------------------- | ------------------------------------ | --------------------------------------------- |
| 谷昌樹   | 赫爾博士                  | 《劇場版 無敵鐵金剛／INFINITY》      | 《超級機器人大戰T》                           |
| 谷昌樹   | 槐夢                      | 《惡魔人 妖鳥死麗濡篇》              | 《超級機器人大戰DD》                          |
| 谷昌樹   | 蓋歐爾格                  | 《Hortensia SAGA -蒼之騎士團-》      | 電視動畫《Hortensia SAGA》                    |
| 江原正士 | 北條氏康                  | 「戰國無雙系列」                     | 《無雙OROCHI 3》                              |
| 江原正士 | 撒旦先生                  | 《七龍珠Z》                          | 《七龍珠Z 卡卡洛特》                          |
| 江原正士 | 毛姆·格拉斯               | 《BLADE XLORD 眾劍之王》             | 故事中的追加聲音                              |
| 石井康嗣 | 中森銀三                  | 《名偵探柯南》                       | 《名偵探柯南：紺青之拳》                      |
| 石井康嗣 | 艾奇爾巴                  | 《碧藍幻想》                         | 2020年3月27日更新以降                         |
| 石井康嗣 | 亞妮·雷恩哈特的父親       | 《進擊的巨人》                       | 第64話                                        |
| 大塚明夫 | 卡爾德·哥文·波文          | 《Macross Plus》                     | 《唱吧！超時空要塞手機DeCulture》             |
| 大塚明夫 | 不動源                    | 《創聖的亞庫艾里翁》                 | 《P Fever 亞庫艾里翁 全明星》                 |
| 大塚明夫 | 旁白                      | 《99.9 -刑事專門律師-》              | 《99.9 -刑事專門律師- THE MOVIE》預告片       |
| 堀內賢雄 | 成也·大木                 | 「寶可夢／神奇寶貝系列」             | 《精靈寶可夢 太陽&月亮》第93話                |
| 堀內賢雄 | 旁白                      | 「寶可夢／神奇寶貝系列」             | 《精靈寶可夢 太陽&月亮》第95話                |
| 堀內賢雄 | 大木博士                  | 「寶可夢／神奇寶貝系列」             | 《精靈寶可夢 太陽&月亮》第111話               |
| 堀內賢雄 | 馮·霍恩海姆               | 《鋼之鍊金術師 FULLMETAL ALCHEMIST》 | 《鋼之鍊金術師 MOBILE》                       |
| 玄田哲章 | 凱恩·易卜拉欣·哈桑        | 《重神機潘多拉》                     | 第26話                                        |
| 楠見尚己 | 土方龍                    | 《宇宙戰艦大和號2202 愛的戰士們》    | 第21話                                        |
| 銀河萬丈 | 花村少校                  | 《劇場版 窈窕淑女》                  | 《劇場版 窈窕淑女 後篇 ～花樣的東京大浪漫～》 |
| 土師孝也 | 白龍                      | 《龍族教義Online》                   | 第3、4季                                      |
| 三宅健太 | 原田老師                  | 《花牌情緣》                         | 《花牌情緣3》                                 |
| 三宅健太 | 大老爸                    | 《歡樂好聲音》                       | 《歡樂好聲音2》                               |
| 三宅健太 | 小茂的電擊魔獸            | 「寶可夢／神奇寶貝系列」             | 《寶可夢 旅途》                               |
| 櫻井透   | 卡奇的噴火龍              | 《精靈寶可夢 太陽&月亮》             | 第106話                                       |
| 櫻井透   | 卡奇的祖父                | 《精靈寶可夢 太陽&月亮》             | 第107話                                       |
| 置鮎龍太郎 | 黃猿／波爾薩利諾          | 《ONE PIECE》                        | 第881話                                       |
| 乃村健次 | 耕次郎                    | 《ONE PIECE》                        | 第1030話                                      |
| 山路和弘 | 維利伯·尤希姆·馮·梅爾卡茲 | 《銀河英雄傳說 Die Neue These》      | 《銀河英雄傳說 Die Neue These 星亂》          |
| 落合弘治 | 西蒙·卡索維茨法官         | 《傲骨之戰》                         | 第3季第3集                                    |
| 楠大典   | 胡德                      | 《新雷鳥神機隊》                     | 第3季                                         |
| 楠大典   | 傑特·布萊克               | 《星際牛仔》                         | 《星際牛仔 (電視劇)》                         |
| 楠大典   | 三島平八                  | 「鐵拳系列」                         | 《鐵拳：血脈》                                |
| 稻田徹   | 阿修羅獨角仙              | 《一拳超人》                         | 《一拳超人 無名英雄》                         |
| 高階俊嗣 | 可可布爾                  | 《神奇寶貝XY》                       | 《寶可夢 旅途》                               |
| 小山力也 | 賽爾蓋·羅                 | 「英雄傳說 軌跡系列」                | 《英雄傳說 創之軌跡》                         |
| 最上嗣生 | 小茂的水箭龜              | 「寶可夢／神奇寶貝系列」             | 《寶可夢 旅途》                               |
| 中村悠一 | 小光的象牙豬              | 「寶可夢／神奇寶貝系列」             | 《寶可夢 旅途》                               |
| 白熊寛嗣 | 狄亞哥                    | 「冰原歷險記系列」                   | 《冰原歷險記：巴克大冒險》                    |
| 玉木雅士 | 多米尼克·阿班丹多         | 《教父3》                            | 《教父〈大結局〉：麥可科里昂之死》追加收錄    |

## 演出
粗體字表示主要角色。2019年以降的一些作品使用生前錄製的語音存檔演出。

### 電視動畫
- 阿嘉莎·克莉絲蒂的名偵探白羅與瑪波（甘迺迪）
- Air Master（ルチャマスター）
- オーバン・スターレーサーズ（ドン・ウェイ）
- おもいっきり科学アドベンチャー そーなんだ!（ユリーカ・タワー）
- カスミン（マスター）
- ザ・サード ～蒼い瞳の少女～（ボギー）
- スカルマン（ヴォグート）
- 週刊故事島（「會動的大佛」（大佛））
- VR快打（ウルフ・ホークフィールド）
- FIRESTORM（ペトロス・サロ）
- 冒險王比特（ベルトーゼ）
- 妙手小廚師（旁白）
- 月亮的距離（クリス・ジェファーソン）
- リロ・アンド・スティッチザ･シリーズ（ガントゥ）

1984年
- よろしくメカドック（渡邊俊光）

1985年
- 火焰的阿爾卑斯玫瑰 茱蒂&藍迪（繆勒）

1987年
- 機甲戰記威龍（ナレーター）

1988年
- 魔神英雄傳（ドン・ギララ、ドン・キホッテ、ムコ・ハーン）

1989年
- 獅虎獸神（部長）※第4話
- 魔動王（キャプテングッド）
- ルパン三世 バイバイ・リバティー・危機一発!（ジョーンズ）

1990年
- 超級劍豪傳(六道魔王)
- 三眼神童（雲名警部）

1991年
- 勇者鬥惡龍 達伊的大冒險（バラン）
- 橫山光輝 三國志（周瑜）

1992年
- ルパン三世 ロシアより愛をこめて（ラッキー・マクドナルド）

1993年
- 劍勇傳說YAIBA（峰雷藏）
- 小小男子漢（1993年—1994年，長島田、木島）
- ルパン三世 ルパン暗殺指令（キース・ヘイドン）

1994年
- 足球小將翼J（見上辰夫、岬太郎的父親 等）
- 灌籃高手（田岡茂一）
- 七海的堤可（喬治･塔夫特）
- 碧奇魂（官房長官）
- 魔法陣天使（ゴージャ）

1995年
- 鬼神童子ZENKI（藤原）
- 羅密歐的藍天（艾齊歐·蒙特巴尼）

1996年
- 蒙面俠蘇洛傳（死神）
- 怪盜St. Tail（相馬 #34）
- 機動新世紀GUNDAM X（アイムザット・カートラル）
- 魔法提琴手（ベース）
- 美少女戰士（吉野川）
- 名偵探柯南（巽壯平）
- 浪客劍心（不二）

1997年
- 烙印勇士（ボイド、旁白）
- 大運動會（神奇先生/神崎大佐衛門）
- 神奇寶貝（大木博士、旁白、小剛的大岩蛇、小次郎的瓦斯彈→雙彈瓦斯、販售鯉魚王的大叔、小智的臭臭泥、小智的巨鉗蟹、小剛的榛果球→佛烈托斯 等）
- 名偵探柯南（中森銀三）
- 烈火之炎（空海）
- MAZE☆爆熱時空（アスタロート・レゲェ）

1998年
- 頭文字D（藤原文太）
- 星際牛仔（傑特·布萊克）
- 餓沙羅鬼（首相）
- 女惡魔人（瀨田克美）
- 槍神（B.D.ネオン）
- 遊戲王（海馬剛三郎）

1999年
- The Big O（艾歷克斯·羅茲瓦特）
- 麻辣教師GTO（木崎オーナー）
- 星界的紋章（エントリュア警部）
- 天使不設防！（ウッくん）
- 哆啦A夢 (大山羨代版)（皇帝）
- ONE PIECE（耕四郎-克伊娜之父）

2000年
- 銀河冒險戰記（ラバット）
- 第一神拳（宮田之父）
- 神奇寶貝超夢重現 風雲再起（旁白）

2001年
- 銀河冒險戰記the second stage（ラバット）
- 鋼鐵天使2式（皇天海）
- 數碼寶貝03馴獸師之王（ヴァジラモン）
- 厄夜怪客（ピーター・ファーガスン）
- 魔力女管家（大門隼人、旁白）
- 妙妙魔法屋（霞仙左右衛門）

2002年
- 青出於藍（繭之父）
- 無敵金剛009（バン・ボグート）
- 火影忍者（桃地再不斬）
- 神奇寶貝超世代（大木博士、旁白、小次郎的雙彈瓦斯、販售鯉魚王的大叔、小剛的佛烈托斯、小智的巨鉗蟹、次郎的大鋼蛇、小智的臭臭泥、小智的大王燕 等）
- 魔力女管家（大門隼人）

2003年
- 原子小金剛（ブーン）
- 狼雨（庫恩特·亞頓）
- 神秘智慧石（裁判）
- GAD GUARD（蜂須賀小五郎）
- 萬花筒之星（警察先生（傑瑞））
- 貯金大冒險（スバム）
- 魁!!天兵高校（旁白（6話））
- The Big O第2季（艾歷克斯·羅茲瓦特）
- 惑星奇航（ロックスミス）
- 週刊神奇寶貝放送局（大木博士 等）
- 坦克王（ファイルホーク）
- 最後流亡（戈德溫）

2004年
- 今日大魔王! 第一季（馮休匹茲梵谷卿休特菲爾）
- 魔法少年賈修（グスタフ）
- 最遊記RELOAD GUNLOCK（耶雲）
- 混沌武士（のこぎり万蔵）
- 次元艦隊（瀧榮一郎）
- MONSTER（旁白）

2005年
- 今日大魔王! 第二季（馮休匹茲梵谷卿休特菲爾）
- 強殖裝甲（オズワルド・A・リスカー）
- 交響詩篇艾蕾卡7（ブリタニ）
- 創聖的亞庫艾里翁（不動GEN）
- 怪醫黑傑克（天馬優）

2006年
- ARIA The NATURAL（弗羅里安咖啡館店長）
- 史上最強弟子兼一（逆鬼至緒）
- NANA（小松奈奈之父）
- 真仙魔大戰（超聖神クロノズー、魔導ヘルリスト）
- FLAG（赤城圭一）
- 神奇寶貝鑽石&珍珠（大木博士、旁白、真司的圈圈熊、販售鯉魚王的大叔、健悟的胡地、小光的象牙豬、真司的土台龜、健悟的豪力、真司的龍王蠍、考平的大舌舔、小智的大王燕 等）
- 怪傑佐羅力2（ゴリゴ14）
- よみがえる空 -RESCUE WINGS-（本鄉修二郎）

2007年
- 機動戰士GUNDAM 00（謝爾蓋·斯米爾諾夫、監視者）
- 銀魂（小錢形平次）
- 鬼太郎第5作（枕返し、手の目）
- 新機械巨神（ゲイリー・H・オオツ）
- 鬼面騎士（ヴォグート）
- 哆啦A夢 (水田山葵版)（バルト国王）
- 魔人偵探腦嚙涅羅（杉田優介）

2008年
- 水星領航員（弗羅里安咖啡館店長）
- 海馬 (動畫)（赤ん坊）
- 機動戰士GUNDAM 00第二季（謝爾蓋·斯米爾諾夫）
- 今日大魔王! 第三季（馮休匹茲梵谷卿休特菲爾）
- 圖書館戰爭（彥江光正）
- 蒼色騎士（蓋爾特·弗倫岑）

2009年
- 火影忍者疾風傳（桃地再不斬）
- 鋼之鍊金術師 BROTHERHOOD（馮·霍恩海姆）
- 第一神拳New Challenger（宮田之父）
- ONE PIECE（黃猿／波爾薩利諾）

2010年
- 江戶盜賊團五葉（弁藏）
- 強襲魔女第2季（將軍A）
- 空·之·音（克勞斯）
- 七龍珠改（撒旦先生〈二代目〉）
- HEROMAN（Gogoru）
- 神奇寶貝超級願望（大木博士、旁白、神奇寶貝圖鑑聲音、修帝的豆豆鴿、天桐的泥巴魚、路克的泥偶小人、阿戴克、小智的地幔岩、政宗的投射鬼 等）
- 神偷怪盜（中森銀三）
- 少年犯罪檔案（東田）

2011年
- 銀魂（小錢形平次）
- GOSICK（丘比特·羅傑）
- 丹特麗安的書架（ケンドリック）
- 花牌情緣（2011年—2013年，原田老師〈初代〉）2系列
- 女神異聞錄4（堂島遼太郎）
- 神奇寶貝鑽石&珍珠特別篇（旁白、小光的象牙豬、次郎的大鋼蛇）
- ONE PIECE（空古）

2012年
- 創聖的亞庫艾里翁EVOL（不動GEN）
- Campione 弒神者！（薩夏·德揚史塔爾·沃邦）
- 殭屍哪有那麼萌？（散華團一郎）
- 人類衰退之後（祖父）
- 冰（花井）
- BRAVE10（德川家康）
- 軍火女王（雷姆）
- 神奇寶貝超級願望第二季（大木博士、旁白、神奇寶貝圖鑑聲音、天桐的泥巴魚、小智的地幔岩、阿戴克、小光的象牙豬 等）

2013年
- 宇宙戰艦大和號2199（土方龍）※2012年起于电影院先行上映
- 進擊的巨人（亞妮的父親）
- 狗與剪刀必有用（大澤愁山）
- 東京闇鴉（宮地磐夫）
- 神奇寶貝XY（大木博士、旁白、查克洛的大岩蛇、可可布爾、才藏的龜足巨鎧、福爺的坐騎山羊、瑅耶魯諾的水箭龜 等）

2014年
- JOJO的奇妙冒險 星塵鬥士（喬瑟夫·喬斯達）
- 黑色子彈（齊武宗玄）
- 火星異種「阿聶克斯1號篇」（西魯維斯塔·阿西莫夫）
- 魔术快斗1412（中森銀三）
- 女友伴身邊（外星人、熊本城、柴犬、海猴子）
- 龙珠改 魔人普乌篇（撒旦先生）

2015年
- 戰國無雙（北條氏康、旁白）
- 血界戰線（帕多利克）
- 亞爾斯蘭戰記（歐斯洛耶斯五世）
- Chaos Dragon 赤龍戰役（禍古拉巴）
- 七龍珠超（撒旦先生、卡賽拉爾）
- 潮與虎（鷹取武衛）
- 學戰都市Asterisk（刀藤鋼一郎）
- 機動戰士GUNDAM 鐵血的孤兒（馬庫馬特·巴里斯頓）
- 一拳超人（阿修羅獨角仙）

2016年
- 少女們向荒野進發（音響監督）
- Dimension W（旁白）
- 哆啦A夢（傑斯特）
- JOJO的奇妙冒險 不滅鑽石（喬瑟夫·喬斯達）
- 火星異種 復仇（西魯維斯塔·阿西莫夫）
- 超時空要塞Δ（艾尼斯特·強森）
- 烙印勇士（旁白）
- 美男高校地球防衛部LOVE！LOVE！（別府父）
- 發條精靈戰記 天鏡的極北之星（亞庫嘉爾帕·薩·杜梅夏）
- 超自然9人組（德生）
- 精靈寶可夢 太陽&月亮（大木博士、成也·大木[39]、旁白、卡奇的噴火龍）

2017年
- 鬼平（血頭的丹兵衛）
- ACCA13區監察課（格瓦爾姆）
- 不正經的魔術講師與禁忌教典（巴庫斯·普勞門）
- 時鐘機關之星（康拉德）
- 從零開始的魔法書（旁白）
- 品酒要在成為夫妻之後（課長）
- 血界戰線 & BEYOND（帕特里克）
- 精靈寶可夢 太陽&月亮（卡璞·哞哞[40]、馬瑪內的蟲電寶）

2018年
- 銀河英雄傳說 Die Neue These 邂逅（維爾巴特·由西姆·馮·梅爾卡茲[41]）
- 重神機潘多拉（凱恩·I·哈桑）
- 刀劍神域外傳Gun Gale Online（旁白）
- Banana Fish（帝諾·法蘭西斯·格魯茲[42]）

### 電影動畫
- 頭文字D Third Stage（藤原文太）
- 星際牛仔 天國之扉（ジェット・ブラック）
- 機動戰士GUNDAM 逆襲的夏亞（メラン副艦長）
- 雲之彼端，約定的地方（岡部）
- クレヨンしんちゃん 嵐を呼ぶ 栄光のヤキニクロード（ボス）
- 劇場版 鋼之鍊金術師 香巴拉的征服者（ハスキソン）
- 史瑞克2（チャーミング王子）
- 史瑞克三世（チャーミング王子）
- 新SOS大東京探検隊（ジョージ）
- ストリートファイターII MOVIE（ブランカ）
- 劇場版神奇寶貝各作品（大木博士、旁白）
- Macross Plus MOVIE EDITION（ガルド・ゴア・ボーマン）
- 名偵探柯南 世紀末的魔術師（中森銀三）
- 名偵探柯南 銀翼的奇術師（中森銀三）
- 名偵探柯南 偵探們的鎮魂歌（中森銀三）
- 名偵探柯南 天空的劫難船（中森銀三）
- 名偵探柯南：業火的向日葵（中森銀三）
- 星际宝贝（ガントゥ）
- 真救世主傳説 拉奧傳殉愛之章（ソウガ）
- 劇場版 鬼太郎 日本爆裂!!（鏡爺爺）
- 龙珠Z 神與神（撒旦先生）

2011年
- 鐵拳：血之復仇（三島平八）

2016年
- POP IN Q（長老[43]）

2017年
- 宇宙戰艦大和號2202 愛的戰士們（土方龍〈初代〉[44]）
- 劇場版 窈窕淑女（花村少校）

2018年
- 劇場版 無敵鐵金剛 INFINITY（地獄博士）

### OVA
- 戰國無雙SP 〜真田之章〜（旁白）
- 青之6號（シドラ・デッドソン）
- 深海潛艦707R（傑克·萊德）
- Vampire Hunter（Donovan Baine）
- 極速戰警（宗方圭）
- 銀河英雄傳說（優布·特留尼西特）
- バイオレンスジャック ヘルズ・ウィンド編（ジャック）
- 厄夜怪客（ハルコンネンの精）
- Macross Plus（ガルド・ゴア・ボーマン）
- 名偵探柯南 コナンVSヤイバVSキッド宝刀争奪大決戦!!（中森銀三）
  - コナンとキッドとクリスタルマザー（中森銀三）
- リロ・アンド・スティッチ・ザ・ムービー（ガントゥ）
- 新北斗神拳（サンガ）
- 七龙珠Z 唷!归来的孙悟空与伙伴们!!（撒旦先生）
- ONE PIECE x 美食的俘虏 x 七龙珠Z（撒旦先生）

ン）
1991年
- 電腦都市OEDO808（日语：電脳都市OEDO808）（西園寺修造）
- 羅德斯島戰記 （聖騎士A）

2016年
- 黑色五葉草（旁白）※試作版、第11卷漫畫附OAD

2017年
- 鬼平～那個男人，長谷川平藏～（佐嶋忠介）

### 網路動畫
2006年
- 幻影神奇寶貝的主謀者（大木博士（日语：オーキド・ユキナリ）、旁白）
- FLAG（赤城圭一[45]）

2008年
- 夏娃的時間（卡托朗）
- 亡念之扎姆德（竹原龍藏[46]）

### 遊戲
- 戰國無雙系列（3代開始）（北條氏康、旁白）
- 星際牛仔（ジェット・ブラック）
  - 星際牛仔 追憶的夜曲（ジェット・ブラック）
- グランディア エクストリーム（ウルク）
- 超級機器人大戰系列（ガルド・ゴア・ボーマン、ゲンナジー・コズイレフ）
- 銀河遊俠 Till the End of Time DIRECTOR'S CUT（アドレー・ラーズバード）
- 異域傳說系列三部曲（マシューズ）
- 傳奇系列
  - PS版幻想傳奇（トリニクス・D・モリスン、ナレーション）
  - 重生傳奇（ユージーン・ガラルド）
  - 世界傳奇 閃耀神話 （ユージーン・ガラルド）
  - 美德傳奇（ダヴィド・パラディ）
- 英雄傳說 軌跡系列（賽爾蓋·羅）
  - [PS VITA] 英雄傳說 零之軌跡 Evolution
  - [PS VITA] 英雄傳說 碧之軌跡 Evolution

1995年
- QUOVADIS（ロバート･フォレスティ、旁白）

1996年
- 時空探偵DD ～幻のローレライ～（リヒャルト・シュトラッサー）

1999年
- アランドラ2 魔進化の謎（ベルガー）
- 頭文字D（1999年—2009年，藤原文太）6作品[注 3]
- ポケモンスナップ（大木博士）

2000年
- 龍息之焰IV（日语：ブレス オブ ファイアIV うつろわざるもの）（賽亞斯）
- 偶然遺跡（日语：ベアルファレス）（旁白）
- UNiSON（日语：UNiSON）（古諾）

2001年
- CAPCOM VS. SNK 2 MILLIONAIRE FIGHTING 2001（日语：CAPCOM VS. SNK 2 MILLIONAIRE FIGHTING 2001）（蓋爾）
- 吉翁最前線 機動戰士 0079（日语：ジオニックフロント 機動戦士ガンダム0079）（ゲラート・シュマイザー）

2002年
- 機神大作戰（日语：ギガンティック ドライブ）（蓬萊博士）

2003年
- アークザラッド 精霊の黄昏（ダッカム）

2004年
- 空戰奇兵5 未被歌頌的戰爭（ジャック・バートレット）
- 金色のガッシュベル!! 友情タッグバトル（古斯塔夫）
- 金色のガッシュベル!! 友情タッグバトル フルパワー（古斯塔夫）
- 金色のガッシュベル!! 激闘!最強の魔物達（古斯塔夫）
- 魔法少年賈修!! 友情的電擊（日语：金色のガッシュベル!! うなれ!友情の電撃2）（古斯塔夫）
- True Crime（ロッキー）

2005年
- 鋼之鍊金術師3 繼承神的少女（ヴィクトール）
- ラジアータ ストーリーズ（ジェラルド）
- ローグギャラクシー（ディーゴ・アージス）
- ロマンシング サガ -ミンストレルソング-（キャプテン・ホーク）

2006年
- GENJI -神威奏亂-（平知盛）
- 召喚夜響曲4（レンドラー）
- Zegapain NOT（ナフシャ）
- 鬼魂 プロモーションムービー（山賊）
- BULLET WITCH（マクスウェル）
- 最終幻想XII（セルブラント神父）
- 浪客劍心（2006年—2012年，不二[47]）3作品[注 4]

2007年
- エースコンバット6 解放への戦火（ヴォイチェク中校）
- 史上最強弟子兼一 激鬥！諸神黃昏八拳豪（逆鬼至緒）

2009年
- 人中之龍3（玉城鐵生）

2011年
- 鐵拳 Tag Tournament 2（三島平八）
- 街拳X铁拳（三島平八）

2013年
- 潛龍諜影崛起：再復仇（史蒂芬・阿姆斯壯）
- 七龙珠群雄（撒旦先生）
- 七龙珠 ZENKAI BATTLE（撒旦先生）
- 戰國無雙4（北條氏康[48]）

2015年
- 鐵拳7（三島平八）

2016年
- 超级七龙珠群雄（撒旦先生、卡谢拉尔）

2017年
- 東京放學後召喚師（日语：東京放課後サモナーズ）（亞哈[49])
- PS4版太鼓之達人 合奏咚咚咚！（三島平八）

2018年
- Dragalia Lost ～失落的龍絆～（苦雷曼）
- 任天堂明星大亂鬥 特別版（熾焰咆哮虎、三島平八）

2019年
- 拳皇全明星（三島平八）

2023年
- NARUTO X BORUTO 火影忍者 終極風暴羈絆（桃地再不斬）
- 人中之龍 維新！極（吉田東洋[50]）

### 外語配音

#### 演員
艾倫·瑞克曼
- 銀河追緝令（亞歷山大·戴恩）

大衛·摩斯
- 綠色奇蹟（布魯托·“老布”·豪爾）※影碟版。

#### 電影
- 48小時（比利·貝爾〈索尼·蘭德漢姆（英语：Sonny Landham）〉）※日本電視台新錄製版。
- 彗星美人（艾迪生·多伊特〈喬治·桑德斯〉）※東京電視台版。
- 環遊世界八十天（舊金山流浪漢〈勞勃·許奈德〉）
- 愛的大風暴（英语：Blaze (1989 film)）（威廉·芮納琪（英语：William M. Rainach）〈詹姆斯·哈珀（英语：James Harper (actor)）〉）
- 鱷魚先生（唐克）※機內上映版。
- 毀滅戰士（亞設·“中士”·馬霍寧〈巨石強森〉）
- 怪醫杜立德（金恩·雷斯醫生〈李察·席夫〉）※影碟版。
- 夢幻成真（無鞋喬·傑克森〈雷·利奧塔〉）※DVD版。
- 魔鬼剋星2（米爾頓·安格蘭〈凱文·鄧恩〉）※朝日電視台版／（溫斯頓·雷德莫爾〈厄尼·哈德森〉）※機內上映版。
- 007系列
  - 007：最高機密（岡薩雷斯〈史蒂芬·卡里帕（英语：Stefan Kalipha）〉）※TBS版。
  - 007：殺人執照（喬·布徹博士〈韋恩·紐頓（英语：Wayne Newton）〉）※朝日電視台版。
  - 007：太空城（雨果·德拉克斯〈邁克爾·朗斯代爾〉）※影碟版。
- 雷蒙·斯尼奇的不幸歷險（蒙哥馬利叔叔〈比利·康諾利〉）
- 致命武器（博伊特刑警）※TBS版。
- 星際寶貝（獨眼霹靂）
  - 星際寶貝電影
- 四海一家（法蘭克·卡斯特羅〈科斯塔斯·曼迪勒〉）
- 警察學校系列（達克·貝利〈大衛·葛拉夫（英语：David Graf）〉）
  - 警察學校3：初為人師（英语：Police Academy 3: Back in Training）
  - 警察學校4：全民警察（英语：Police Academy 4: Citizens on Patrol）
  - 警察學校5：邁阿密之旅（英语：Police Academy 5: Assignment Miami Beach） ※TBS版／（豪斯〈泰布·薩克爾（英语：Tab Thacker）〉）※影碟版。
  - 警察學校6：解救圍城（英语：Police Academy 6: City Under Siege） ※TBS版。
  - 警察學校7：進軍莫斯科（英语：Police Academy: Mission to Moscow） ※東京電視台版。
- 疑雲密佈（英语：Random Hearts）（迪克·蒙托亞〈保羅·加法葉〉）※日本電視台版。
- 辣姐妹（英语：Set It Off (film)）（斯特羅德偵探〈約翰·C·麥金利〉）
- 誰來陪我過聖誕（霍勒斯·范吉爾德〈大衛·塞爾比（英语：David Selby）〉）
- 終極殺陣（英语：Taxi (film series)）系列（丹尼爾·莫拉萊斯〈沙米·納西利〉）※影碟版。
  - 終極殺陣
  - 終極殺陣2
  - 終極殺陣3（英语：Taxi 3）
  - 終極殺陣4
- 大法師（帕祖祖）※日本電視台版。
- 第三集中營（庫恩〈漢斯·瑞瑟（英语：Hans Reiser (actor)）〉）※東京電視台版。
- 小子難纏3（英语：The Karate Kid Part III）（特里·西爾弗（英语：Terry Silver）〈托馬斯·伊恩·格里菲斯（英语：Thomas Ian Griffith）〉）※富士電視台版。
- 竊聽風暴（戈爾德·維斯勒上尉〈烏爾里希·穆埃〉）
- 普西迪基地（英语：The Presidio (film)）（馬克〈派屈克·吉爾帕特里克（英语：Patrick Kilpatrick）〉）※富士電視台版。
- 龍年

#### 電視影集
- CSI系列（何瑞修·肯恩〈大衛·卡羅素〉）
  - CSI犯罪現場 (第2季)
  - CSI犯罪現場：邁阿密
  - CSI犯罪現場：紐約 (第2季)
- 急診室的春天（約翰·塔格利裡〈瑞克·羅索維奇（英语：Rick Rossovich）〉）
- 三國演義（關羽雲長）※NHK-BS2版。
- 星艦奇航記：重返地球（查可泰〈羅伯特·貝爾特蘭（英语：Robert Beltran）〉）

#### 動畫
- 星銀島（艾羅）※追加收錄部分。

### 真人演出
- 日本電視台『金田一少年之事件簿Neo 薔薇十字館殺人事件』（高遠遙一的父親）

### 特攝影集
- 救急戰隊GOGOＶ（溶解液サイマ獣ジェルーダの声）
- 超新星フラッシュマン（大帝ラー・デウスの声）
- 動物戰隊獸王者（ラリー）

### 旁白
- 奇蹟課程

### 播報員
- 報道STATION（番組内特集的旁白・不定期）
- 名車の紋章

### 廣告
CM旁白
- AFLAC
- ANA旅割「デスラーの悲しみ」篇（デスラー総統）
- 杯麵「FREEDOM PROJECT」系列
- カリモク家具
- ライオン デンターアミノ
- 羅森「からあげクンブラック」篇

CM旁白（動畫）
- 青之6號
- 星際牛仔

CM旁白（遊戲）
- アーマード・コア ラストレイヴン（PS2）
- かまいたちの夜3（PS2）
- クレヨンしんちゃんDS 嵐を呼ぶ ぬってクレヨ～ン大作戦!（DS）

CM旁白（電影）
- アヴァロン
- アンブレイカブル
- VAMPIRE HUNTER D
- エントラップメント
- オーメン
- 弟切草
- ガーフィールド
- 回路
- ケバヴ
- サイレントヒル
- ザスーラ
- サンシャイン 2057
- 始皇帝暗殺
- スネークフライト
- ダイナソー
- ブレア・ウィッチ・プロジェクト2
- 劇場版ポケットモンスター
- 仄暗い水の底から
- 輪廻

### CD

#### CD書
- るろうに剣心 -明治剣客浪漫譚- CDブック（鵜堂刃衛）

#### 廣播劇CD
- GetBackers-奪還屋- 神の記述編（ルシファー）
- シャーロック・ホームズシリーズ：恐怖の谷（マギンティ）
- バウンティソード外伝・鋼鉄の龍（ソード）
- 小書痴的下剋上：為了成為圖書管理員不擇手段！ 廣播劇CD（波尼法狄斯[51]）

#### 歌曲CD
- ひゃくごじゅういち（動畫版神奇寶貝片尾曲）
- ぴかぴかまっさいチュウ（神奇寶貝劇場版『ピカチュウのなつやすみ』片尾曲）
- カラフルふゆやすみ（神奇寶貝劇場版『ピカチュウのふゆやすみ』片尾曲）
- 古代ローマ帝国風呂衰亡史（『蠟筆小新 風起雲湧 光榮燒肉之路』挿入歌）
- 86（頭文字D Second Stage 挿入歌）
- MMM～MAMBO MASKES MIRACLE～（バトルアスリーテス大運動会 TV ― アスリート・サウンドトラックス (ステップ)）
- 誘惑のコスタ・デル・ソル（ポリリン劇場 MAZE☆爆熱時空）

### 廣播節目
- G-SAVIOUR（里巴博士）
- （MANTAN MUSIC（日语：まんたんMUSIC））
- 青山二丁目劇場（日语：青山二丁目劇場）

### 其它
- 特打（ダン・ディーノ）
- ポケモンパソコン オーキド博士の研究室（大木博士）
- 小說應用程式『RENT HEAD』（大門V三郎[52]）
- 數位漫畫『BeeTV 刃牙』（泰山斗羽）
- 幼女戰記 小說第3冊特典有聲劇場（2014年，傑圖亞[53]）

## 腳註

## 外部連結
- 石塚運昇｜青二Production （日語）
- （日語）—WEB THE TELEVISION（日语：ザテレビジョン）
- （日語）—goo人名事典
- 石塚運昇 （页面存档备份，存于） （日語）—KINENOTE
- 石塚運昇 （页面存档备份，存于） （日語）—oricon
- 石塚運昇 （页面存档备份，存于） （日語）—MOVIE WALKER PRESS（日语：MOVIE WALKER PRESS）
- 石塚運昇 （页面存档备份，存于） （日語）—電影.com（日语：映画.com）
- 石塚運昇 （页面存档备份，存于） （日語）—allcinema（日语：allcinema）
- 日本電影數據庫（JMDb）上石塚運昇的資料（日語）
- 石塚運昇在動畫新聞網百科全書中的資料（英文）